# Shane Withington
Shane Withington es un actor australiano, conocido por haber interpretado a Brendan Jones en la serie A Country Practice y actualmente, por interpretar a John Palmer en la serie Home and Away.

## Biografía
Por su contribución personal y su lucha para proteger Currawong fue premiado con el Pittwater Council.
Shane está casado con la actriz Annie Tenney, la pareja tiene una hija Madeline "Maddie" Withington.

## Carrera
De 1981 a 1986 interpretó al enfermero Brendan Jones en la serie A Country Practice.
Entre 1987 y 1991 apareció en las series cómicas Willing and Abel donde interpretó a Abel Moore, en The Flying Doctors como Mike Lancaster, en Roy's Raiders y en el drama The Family Business donde interpretó a Terry Jackson. También prestó su voz para la película de aventura y animación Black Tulip.
Entre 1997 y 1999 apareció en series como Water Rats, Wildside, Dogs Head Bay y en el thriller Reprisal.
En el 2004 apareció como estrella invitada en Strange Bedfellows junto a Paul Hogan y Michael Caton. En el 2005 apareció en un episodio de la alcamada serie australiana All Saints donde interpretó a Bob "Smithy" Smith. Dos años después apareció como Harry Greene en seis episodios de la serie Rain Shadow.
En el 2008 se unió al elenco de la serie dramática Out of the Blue donde interpretó al detective Simon Wilson a cargo de investigar el asesinato de Phillip.
En el 2006 se unió como personaje recurrente a la exitosa serie dramática australiana Home and Away donde obtuvo el papel de Colin Page, en el 2009 regresó a la serie esta vez interpretando el papel de John Palmer, actual interés romántico de Gina Austin, personaje que interpreta hasta ahora.

## Filmografía

### Series de televisión
| Año             | Título              | Personaje                 | Notas                   |
| --------------- | ------------------- | ------------------------- | ----------------------- |
| 2006 - presente | Home and Away       | John Palmer               | 1,192 episodios         |
| 2006 - 2010     | Dive Olly Dive!     | Brandt/Shankley           | 56 episodios            |
| 2008            | Out of the Blue     | D.S. Simon Wilson         | 43 episodios            |
| 2007            | Rain Shadow         | Harry Greene              | 6 episodios             |
| 2005            | All Saints          | Bob "Smithy" Smith        | episodio "Requiem"      |
| 1999            | Dog's Head Bay      | Bob Grant                 | 13 episodios            |
| 1998            | Wildside            | Alan Grey                 | episodio # 1.3          |
| 1997            | Water Rats          | Det. Insp. Gordon Withers | 2 episodios             |
| 1991            | Roy's Raiders       | Bazza                     | tv serie                |
| 1989            | The Family Business | Terry Jackson             | tv serie                |
| 1987 - 1988     | The Flying Doctors  | Mike Lancaster            | 4 episodios             |
| 1987            | Willing and Abel    | Abel Moore                | tv serie                |
| 1981 - 1986     | A Country Practice  | Brendan Jones             | 335 episodios           |
| 1978            | Glenview High       | Edward Lander             | episodio "Old Soldiers" |

### Películas
| Año  | Título             | Personaje            | Director (a) | Teatro           | Notas                                             |
| ---- | ------------------ | -------------------- | ------------ | ---------------- | ------------------------------------------------- |
| 2004 | Strange Bedfellow  | Padre Xavier Delaney | -            | -                | junto a Michael Caton & Paul Hogan                |
| 1997 | Reprisal           | Charlie              | -            | -                | junto a Sonia Todd & Georgie Parker               |
| 1991 | The Boys Next Door | -                    | Sandra Bates | Ensemble Theatre | junto a David Kennedy, Michael Ross & Roy Billing |
| 1988 | Black Tulip        | -                    | -            | -                | voz                                               |
| 1984 | Queen of the Road  | Fred "Speedy" Norton | -            | -                | -                                                 |

### Teatro
| Año  | Obra               | Personaje | Director (a)     | Teatro              | Notas                                                   |
| ---- | ------------------ | --------- | ---------------- | ------------------- | ------------------------------------------------------- |
| 1991 | The Boys Next Door | -         | Sandra Bates     | Ensemble Theatre    | junto a Roy Billing, David Kennedy & Michael Ross       |
| 1991 | Death Trap         | -         | Doreen Warburton | Footbridge Theatre  | junto a Robyn Gurney, Bartholomew John & Russell Newman |
| 1990 | Private Lives      | -         | Peter Williams   | Laycock St. Theatre | junto a Amanda Muggleton, Dennis Olsen & Anne Sinclair  |
| 1981 | Death of Danko     | -         | Brian Debnam     | -                   | junto a Robin Harrison, John Noble & Barbara West       |